# Olympische Jugend-Winterspiele 2024/Teilnehmer (Brasilien)
| Gelbes Symbol für Goldmedaillen mit stilisierten Olympischen Ringen | Graues Symbol für Silbermedaillen mit stilisierten Olympischen Ringen | Braundes Symbol für Bronzemedaillen mit stilisierten Olympischen Ringen |
| ------------------------------------------------------------------- | --------------------------------------------------------------------- | ----------------------------------------------------------------------- |
| —                                                                   | —                                                                     | 1                                                                       |

Brasilien nahm an den Olympischen Jugend-Winterspielen 2024 in der südkoreanischen Provinz Gangwon mit 18 Athleten (12 Männer, 6 Frauen). Der Snowboardfahrer Zion Bethonico gewann die erste Medaille Brasiliens bei einer Variante der Olympischen Winterspiele.

## Medaillen

### Medaillenspiegel
| Rang   | Sportart  | Gold | Silber | Bronze | Gesamt |
| ------ | --------- | ---- | ------ | ------ | ------ |
| 1      | Snowboard | —    | —      | 1      | 1      |
| Gesamt | Gesamt    | —    | —      | 1      | 1      |

### Medaillengewinner
| Name/n         | Sportart  | Wettkampf      |
| -------------- | --------- | -------------- |
| Bronze         |           |                |
| Zion Bethonico | Snowboard | Snowboardcross |

## Teilnehmer nach Sportart

### Biathlon
| Athleten               | Wettbewerbe  | Zeit        | Fehler      | Rang |
| ---------------------- | ------------ | ----------- | ----------- | ---- |
| Frauen                 |              |             |             |      |
| Mariana Lopes da Silva | 6 km Sprint  | 34:37,0 min | 6 (3+3)     | 89   |
| Mariana Lopes da Silva | 10 km Einzel | 59:43,8 min | 8 (2+2+2+2) | 93   |

### Bob
| Athleten                    | Lauf 1  | Lauf 1 | Lauf 2  | Lauf 2 | Gesamt      | Gesamt |
| Athleten                    | Zeit    | Rang   | Zeit    | Rang   | Zeit        | Rang   |
| --------------------------- | ------- | ------ | ------- | ------ | ----------- | ------ |
| Männer                      |         |        |         |        |             |        |
| Luis Filipe Seixas de Souza | 55,58 s | 11     | 56,14 s | 11     | 1:51,72 min | 10     |
| André Luiz da Silva         | 56,50 s | 16     | 56,86 s | 18     | 1:53,36 min | 17     |

### Curling
| Wettbewerb             | Mixed Team | Mixed Doppel                                                   |
| ---------------------- | --- | -------------------------------------------------------------- |
| Athleten               | Pedro Ribeiro Guilherme Garcez Julia Dias Rafaela Bonfim                                                           | Julia Gentile Guilherme Melo                                   |
| Vorrunde               | Südkorea (1:17) Kanada (0:14) Dänemark (1:14) Deutschland (6:4) Schweiz (2:13) Italien (3:10) Großbritannien (4:9) | Neuseeland 5:12 Japan 1:11 China 3:10 Lettland 3:6 Türkei 5:10 |
| Viertelfinale          | ausgeschieden | ausgeschieden                                                  |
| Halbfinale             | ausgeschieden | ausgeschieden                                                  |
| Finale/Spiel um Bronze | ausgeschieden | ausgeschieden                                                  |
| Rang                   | 14 | 22                                                             |

### Shorttrack
| Athleten  | Wettbewerb | Vorläufe | Vorläufe | Viertelfinale | Viertelfinale | Halbfinale | Halbfinale | Finale A/B    | Finale A/B    | Rang |
| Athleten  | Wettbewerb | Zeit     | Rang     | Zeit          | Rang          | Zeit       | Rang       | Zeit          | Rang          | Rang |
| --------- | ---------- | -------- | -------- | ------------- | ------------- | ---------- | ---------- | ------------- | ------------- | ---- |
| Männer    |            |          |          |               |               |            |            |               |               |      |
| Lucas Koo | 500 m      | 42,849 s | 2        | 41,393 s      | 2             | 42,257 s   | 3          | 1:10,346 min  | 5             | 10   |
| Lucas Koo | 1000 m     | 1:34,103 | 1        | 1:27,554      | 2             | NT         | 5          | PEN           | PEN           | 9    |
| Lucas Koo | 1500 m     | —        | —        | 2:22,842      | 2             | PEN        | PEN        | ausgeschieden | ausgeschieden | 21   |

### Skeleton
| Athleten           | Lauf 1  | Lauf 1 | Lauf 2  | Lauf 2 | Gesamt      | Gesamt |
| Athleten           | Zeit    | Rang   | Zeit    | Rang   | Zeit        | Rang   |
| ------------------ | ------- | ------ | ------- | ------ | ----------- | ------ |
| Männer             |         |        |         |        |             |        |
| Eduardo Strapasson | 55,00 s | 11     | 54,94 s | 11     | 1:49,94 min | 10     |
| Cauê Gonçalves     | 57,21 s | 19     | 57,10 s | 19     | 1:54,31 min | 19     |

### Ski Alpin
| Athleten       | Wettbewerb   | Lauf 1  | Lauf 1 | Lauf 2  | Lauf 2 | Gesamt      | Gesamt |
| Athleten       | Wettbewerb   | Zeit    | Rang   | Zeit    | Rang   | Zeit        | Rang   |
| -------------- | ------------ | ------- | ------ | ------- | ------ | ----------- | ------ |
| Frauen         |              |         |        |         |        |             |        |
| Alice Padilha  | Riesenslalom | DNF     | DNF    | DNF     | DNF    | DNF         | DNF    |
| Alice Padilha  | Slalom       | DNF     | DNF    | DNF     | DNF    | DNF         | DNF    |
| Männer         |              |         |        |         |        |             |        |
| Arthur Padilha | Riesenslalom | 58,54 s | 55     | 52,45 s | 40     | 1:50,99 min | 40     |
| Arthur Padilha | Slalom       | DSQ     | DSQ    | DSQ     | DSQ    | DSQ         | DSQ    |

### Skilanglauf
| Athleten                                                                | Wettbewerb       | Zeit        | Rang |
| ----------------------------------------------------------------------- | ---------------- | ----------- | ---- |
| Frauen                                                                  |                  |             |      |
| Júlia Reis                                                              | 7,5 km klassisch | 31:14,5 min | 64   |
| Mariana Lopes da Silva                                                  | 7,5 km klassisch | 37:14,3 min | 70   |
| Männer                                                                  |                  |             |      |
| Ian Francisco da Silva                                                  | 7,5 km klassisch | 27:51,6 min | 74   |
| Gabriel Santos                                                          | 7,5 km klassisch | 26:57,9 min | 73   |
| Mixed                                                                   |                  |             |      |
| Júlia Reis Gabriel Santos Mariana Lopes da Silva Ian Francisco da Silva | 4 × 5 km Staffel | 1:12:04,7 h | 24   |

| Athleten               | Wettbewerbe     | Qualifikation | Qualifikation | Viertelfinale | Viertelfinale | Halbfinale    | Halbfinale    | Finale        | Finale        | Rang |
| Athleten               | Wettbewerbe     | Zeit          | Rang          | Zeit          | Rang          | Zeit          | Rang          | Zeit          | Rang          | Rang |
| ---------------------- | --------------- | ------------- | ------------- | ------------- | ------------- | ------------- | ------------- | ------------- | ------------- | ---- |
| Frauen                 |                 |               |               |               |               |               |               |               |               |      |
| Júlia Reis             | Sprint Freistil | 4:42,16 min   | 69            | ausgeschieden | ausgeschieden | ausgeschieden | ausgeschieden | ausgeschieden | ausgeschieden | 69   |
| Mariana Lopes da Silva | Sprint Freistil | 4:56,07 min   | 72            | ausgeschieden | ausgeschieden | ausgeschieden | ausgeschieden | ausgeschieden | ausgeschieden | 72   |
| Männer                 |                 |               |               |               |               |               |               |               |               |      |
| Ian Francisco da Silva | Sprint Freistil | 3:59,56 min   | 75            | ausgeschieden | ausgeschieden | ausgeschieden | ausgeschieden | ausgeschieden | ausgeschieden | 74   |
| Gabriel Santos         | Sprint Freistil | 3:44,98 min   | 70            | ausgeschieden | ausgeschieden | ausgeschieden | ausgeschieden | ausgeschieden | ausgeschieden | 69   |

### Snowboard
| Athleten      | Wettbewerb | Qualifikation | Qualifikation | Finale        | Finale        | Rang |
| Athleten      | Wettbewerb | Punkte        | Rang          | Punkte        | Rang          | Rang |
| ------------- | ---------- | ------------- | ------------- | ------------- | ------------- | ---- |
| Männer        |            |               |               |               |               |      |
| João Teixeira | Halfpipe   | 35,25         | 15            | ausgeschieden | ausgeschieden | 15   |

| Athleten       | Wettbewerbe    | Vorrunde | Halbfinale | Finale/Kleines Finale | Rang   |
| Athleten       | Wettbewerbe    | Rang     | Rang       | Rang                  | Rang   |
| -------------- | -------------- | -------- | ---------- | --------------------- | ------ |
| Männer         |                |          |            |                       |        |
| Zion Bethonico | Snowboardcross | 3        | 2          | Finale: 3             | Bronze |